# Der Reisekamerad
Der Reisekamerad (dänisch Reisekamaraten) ist ein im Jahr 1835 erschienenes Kunstmärchen von Hans Christian Andersen.

## Inhalt
Der Vater des armen Johannes liegt im Sterben und verabschiedet sich mit den Worten „Du warst ein guter Sohn, Johannes!“ von seinem geliebten Sohn. Da der Rest seiner Familie bereits verstorben ist, ist Johannes auf sich allein gestellt und muss das Haus seines verstorbenen Vaters verlassen. Unterwegs trifft er einen alten Kameraden mit wundersamen Kräften. Johannes erfährt durch ihn von einer schönen Prinzessin, die verhext sein soll. Johannes will das Rätsel um die Königstochter lösen und sie von ihrem Fluch befreien. Um dies zu tun, muss man drei Prüfungen bestehen. Als Belohnung für denjenigen, der es schafft, die Prinzessin zu entzaubern, verspricht der König den Thron und die Hand seiner Tochter. In der Nacht vor der Prüfung träumt Johannes, dass sein Reisekamerad ihm die richtigen Antworten zuflüstert. Im Schloss beantwortet er die Fragen allesamt richtig, und die Prinzessin ist erlöst. Der König löst sein Versprechen ein: Johannes wird Thronfolger und ehelicht seine Tochter.

## Verfilmung
- 1977: Die Prinzessin auf der Erbse (Принцесса на горошине) – UdSSR, Märchenfilm nach Motiven mehrerer Märchen von Hans Christian Andersen, Regie: Boris Ryzarew
- 1971: Pixi im Wolkenkuckucksheim, japanische Anime-Serie, Folge 27–29: Der Reisekamerad.
- 1990 erschien unter der Regie von Ludvík Ráža die Verfilmung Der Reisekamerad.[1][2]
- 2003: WunderZunderFunkelZauber – Die Märchen von Hans Christian Andersen, dänische Zeichentrickserie, Folge 22: Der Reisebegleiter